# Mentalisme (amusementsvorm)

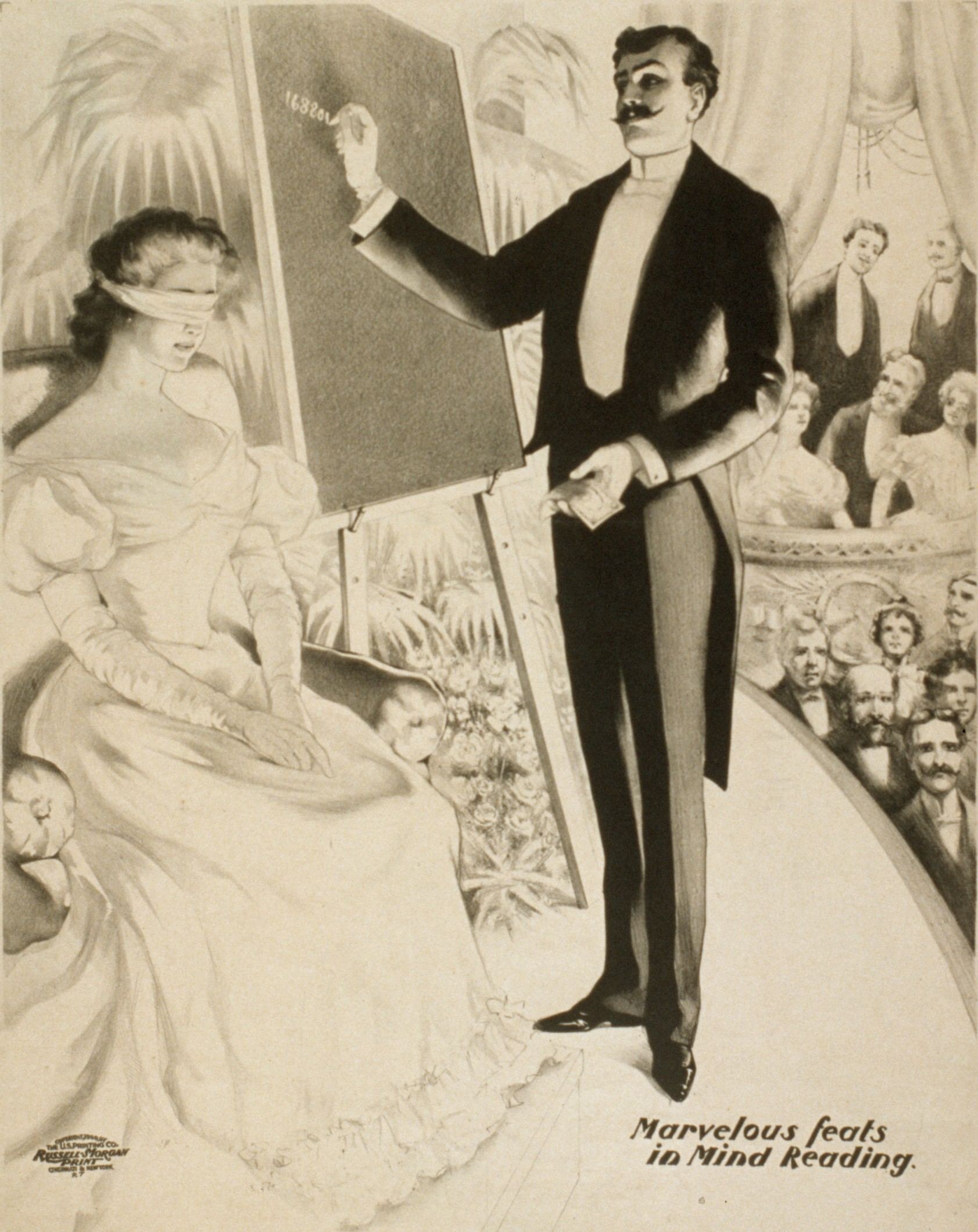
Affiche voor een cabaret-act van gedachtenlezers, 1900

Mentalisme is een vorm van amusement waarbij de artiest (mentalist) de illusie wekt dat hij over buitengewone mentale vaardigheden en vermogens beschikt. Daarbij kan het gaan om beïnvloeden, voorspellen en gedachtenlezen, maar ook om een uitzonderlijke vaardigheid in het uitvoeren van rekenkundige bewerkingen en het onthouden van gegevens.
De beste mentalisten maken een grote indruk op het publiek. Door het veelvuldig gebruik van vrijwilligers voelen toeschouwers zich persoonlijk betrokken bij de act. Een terugkerend artistiek thema is de grote potentie van het menselijke denkvermogen.

## Verklaring
De wortels van mentalisme liggen in de 19de-eeuwse goochelkunst. Sindsdien heeft het zich ontwikkeld tot een op zichzelf staand genre. Waar een goochelaar zich vooral bedient van vingervlugheid en mechanische trucage, ligt de nadruk in mentalismekunstjes op mentale vaardigheden zoals hypnose, intuïtie, psychologisch inzicht en geheugentechniek. Door een opeenstapeling van methoden is het voor een niet-ingewijde moeilijk om de trucs te verklaren.
Een mentalist is met name bezig in het opbouwen van suggestie. Hierdoor wordt het geloven in esoterische fenomenen aan de kaak gesteld. Kenmerkend voor deze theatervorm is het element van mysterie: de mentalist zal misschien hints geven hoe hij het doet, helemaal zeker is het publiek nooit.
Specifieke thema's waar de mentalist naar kan verwijzen zijn: neurolinguïstisch programmeren, lichaamstaal, conditioneren, hypnose, suggestie, magisch denken, telepathie, telekinese, psychokinese, onontdekte krachten, zintuigen.

## Vakorganisaties
In de Benelux is er op dit moment één vakorganisatie die Nederlandstalige mentalisten verenigt: Mentalismus. Deze organisatie is opgericht op 19 november 2009 door de Belgische mentalist Bart. Onder anderen Jan Bardi behoort tot de leden.
In Nederland worden mentalisten meestal lid van goochelverenigingen onder de Nederlandse Magische Unie.

## Belangrijke historische mentalisten
- Alexander, bekend als The Man Who Knows
- Theodore Annemann, belangrijke Amerikaanse publicist en uitvinder van mentalismetechnieken (uitgever van het gespecialiseerde tijdschrift The Jinx en schrijver van Practical Mental Effects)
- David Berglas, zeer invloedrijke Britse mentalist, vooral bekend van zijn mythische ACAAN-effect (=Any Card at Any Number)
- Kuda Bux, de man met de röntgenogen
- Corinda, schrijver van 13 Steps to Mentalism
- Joseph Dunninger, Amerikaanse gedachtenlezer en radioster in de jaren 50
- Maurice Fogel, Britse mentalist in de jaren 60 bekend vanwege zijn levensgevaarlijke stunts
- Erik Jan Hanussen, Joodse 'helderziende' die naam maakte door de voorspelling van de Rijksdagbrand
- Al Koran, Brits mentalist en schrijver

## Internationaal bekende mentalisten
- Criss Angel
- Banachek
- Jan Bardi
- Derren Brown
- Dynamo
- Uri Geller

## Bekende mentalisten werkzaam in België en Nederland
- Jan Bardi (België)
- Gili (België)
- Malchat (Nederland)